# Левицкий, Орест Иванович
Орест Иванович Левицкий (13 [25] декабря 1848, с. Маячка, Полтавская губерния, Российская империя — 9 мая 1922, с. Драбов) — украинский историк, этнограф, писатель. Академик ВУАН (с 1918 года).

## Биографические сведения
Родился 13 (25) декабря 1848 года в селе Маячка Полтавской губернии в семье священника. Имя ему было дано в честь профессора киевского университета Св. Владимира Ореста Марковича Новицкого.
Учился в Полтавском духовном училище и семинарии (1859—1869). Затем учился на юридическом (1870) и историко-филологическом факультете Киевского университета (1871—1874) — ученик В. Б. Антоновича; дипломное сочинение: «Очерк внутренней истории Малороссии во второй половине XVII века».
Был учителем русского языка в 4-й киевской гимназии и секретарём киевской археографической комиссии.
Действительный член ВУАН (с 1918) и её третий президент (1922). Сотрудник «Киевской старины».
Умер 9 мая 1922 года в Драбове. Похоронен в селе Митлашевка.